# Ponte romano sull'Odivelas
Il ponte romano sulla Ribeira de Odivelas (Ponte romana sobre a ribeira de Odivelas), noto anche come Ponte di Vila Ruiva, si trova vicino a Vila Ruiva, nel comune portoghese di Cuba, che a sua volta si trova nel distretto di Beja. Viene percorso ancora oggi.

## Storia
Si ritiene che il ponte servisse una strada romana che da Faro portava a Beja ed Évora in Portogallo e che terminava a Mérida, in Spagna. I tre pilastri originari in granito risalgono probabilmente tra il I secolo a.C. e il I secolo d.C.. Successivamente fu ricostruito e ingrandito a più riprese tra il V e l'XI secolo, durante il periodo visigoto e quello della Spagna musulmana in Portogallo, utilizzando materiale proveniente dal ponte originario e nuovi materiali da costruzione come il calcare, il granito, lo scisto, mattoni e persino un'antica lapide romana. Ulteriori lavori furono eseguiti nel XVI e XVII secolo, altri più recentemente. A causa dei numerosi interventi il ponte manca di una struttura coerente. Il suo aspetto attuale non permette una comprensione completa delle sue dimensioni perché 15 archi sono ora sottoterra a causa del limo che li ricopre.

## Caratteristiche
Il ponte è lungo 120 metri e largo tra i 4,9 e i 5,6 metri; ha un'altezza massima di 5,3 metri. Crea una piattaforma che consente non solo l'attraversamento della Ribeira de Odivelas, su cui si trovano 11 archi, ma che facilita anche il passaggio sull'intera valle. Sebbene alcune delle arcate non siano visibili, ce ne sono 20 di diverse dimensioni, oltre a 16 finestre di scarico nei pilastri, progettate per evitare un eventuale danneggiamento al ponte durante gli allagamenti massimizzando la quantità delle acque che può defluire. I segni sul ponte indicano il livello massimo raggiunto dalle acque durante le piene avvenute nel corso del XX secolo.
Figura tra i monumenti nazionali del Portogallo dal 1967.